# Pavão
Pavão este un oraș în Minas Gerais (MG), Brazilia.